# Georgetown (Delaware)
Georgetown város az USA Delaware államában, Sussex megyében, melynek megyeszékhelye is. Lakosainak száma 7134 fő (2020. április 1.).

## Népesség
A település népességének változása:
| Lakosok száma | 777  | 6422 | 7134 |
|               | 1850 | 2010 | 2020 |